# Woldemar Adlerberg
Le comte Eduard Ferdinand Woldemar Adlerberg (russifié en Vladimir Fiodorovitch Adlerberg), né le 10/21 novembre 1791 à Vyborg et mort le 8/20 mars 1884 à Saint-Pétersbourg, est un noble d'origine suédoise et de confession luthérienne qui se mit au service de l'Empire russe. Il fut en fin de carrière général d'infanterie.

## Biographie

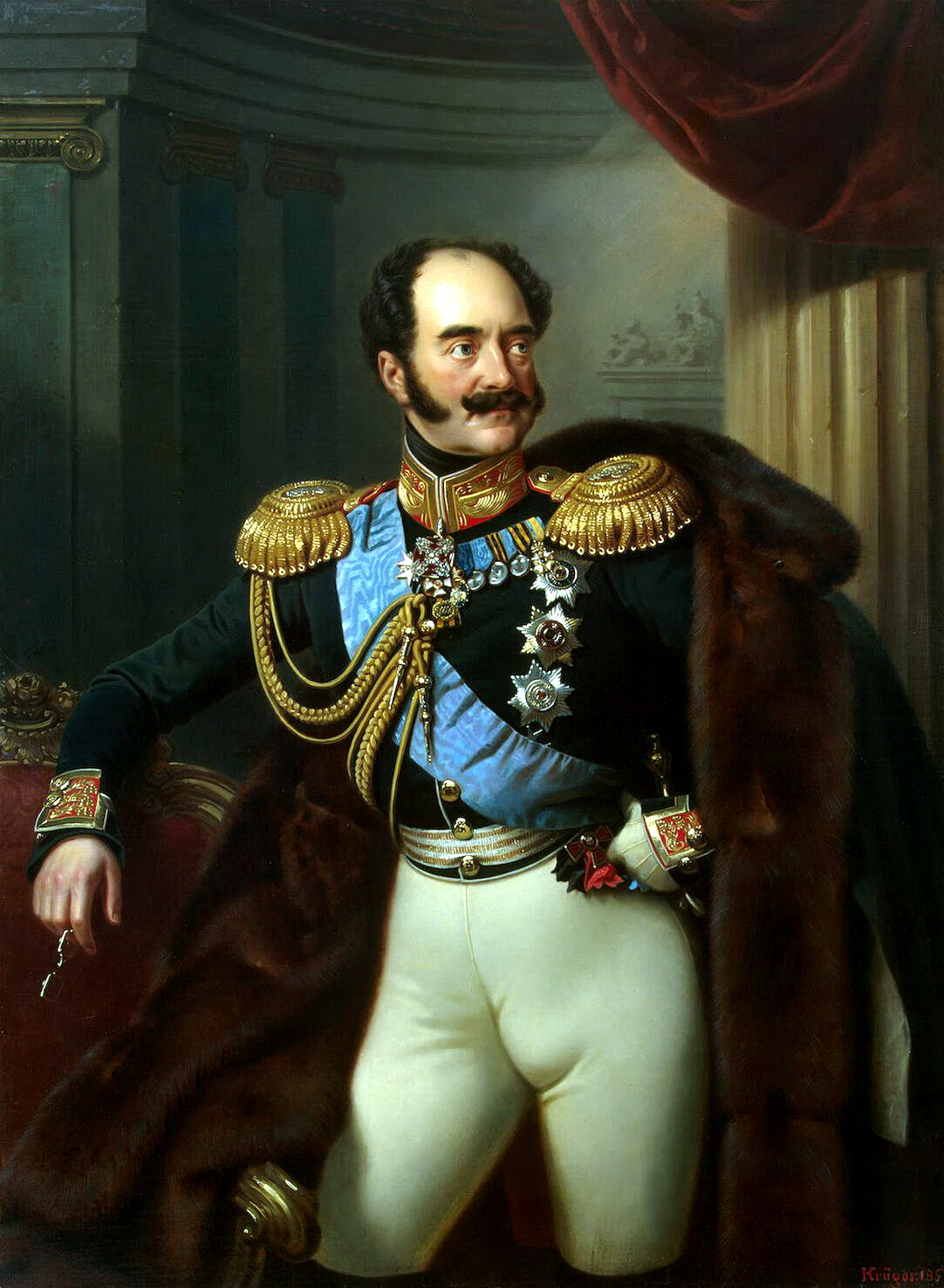
Portrait du comte Adlerberg par Franz Krüger (1851), musée de l'Ermitage

Il descend d'une famille suédoise anoblie en 1684. Son père, Gustav Friedrich Adlerberg, passe de l'armée suédoise à l'armée russe et atteint le grade de colonel. Il meurt en 1794. Sa mère, née Juliana Baggovut, d'une famille de la noblesse norvégo-suédoise installée en Estland au XVIIIe siècle, est la gouvernante de futur Nicolas Ier et de son frère Michel. Woldemar Adlerberg devient officier du régiment de la Garde de Lituanie au sein de l'armée impériale russe, en 1811, et participe aux campagnes contre Napoléon de 1812 à 1814. Il est nommé aide de camp du grand-duc Nicolas en 1817 et le soutient plus tard pendant la révolte des décembristes. Il est nommé major-général en 1828 et prend part à la guerre russo-turque.
Adlerberg est nommé lieutenant-général en 1833, et prend la tête entre 1842 et 1852 des postes impériales. C'est sous sa direction que paraissent les premiers timbres-poste russes. Il est élevé au grade de général d'infanterie en 1843 et reçoit le titre de comte russe en 1847. Il est ministre de la maison impériale en 1852.
Le comte Adlerberg a été toute sa vie proche de Nicolas Ier et partageait l'intimité de la vie familiale de l'empereur. Il bénéficiait également de la confiance de son fils Alexandre II, mais ne partageait pas ses vues libérales. Il démissionna de toutes ses charges en raison de son grand âge, en 1870. Mort à Saint-Pétersbourg, il est enterré au cimetière Volkovo.
Son fils aîné Alexandre, qui fit aussi une carrière militaire jusqu'au grade de général, hérita du poste de ministre de la Maison impériale, jusqu'à la fin du règne d'Alexandre II.
Son fils puîné Nikolaï, également général, fut entre autres gouverneur général de Finlande et de Taganrog, et auteurs de récits de voyages en Orient et en Terre sainte.

## Famille
Woldemar Adlerberg épouse en 1817 une dame d'honneur de la cour, Maria Vassilievna Nelidova, qui lui donne cinq enfants élevés dans la foi orthodoxe comme leur mère :
- Alexandre (1818-1888), adjudant-général, ministre de la Maison impériale ;
- Nikolaï (1819-1892), général d'infanterie, gouverneur général de Finlande et de Taganrog ;
- Anna (1821-1898), épouse du lieutenant-général Nikolaï Alexandrovitch Novitsky ;
- Vassili (1827-1905), major-général ;
- Ioulia (1829-1854), épouse du chambellan à la cour Alexandre Alexandrovitch Kovalkov.

## Source
- (de) Cet article est partiellement ou en totalité issu de l’article de Wikipédia en allemand intitulé « Wladimir Fjodorowitsch Adlerberg » (voir la liste des auteurs).